# Myrcia hebepetala
Myrcia hebepetala är en myrtenväxtart som beskrevs av Dc.. Myrcia hebepetala ingår i släktet Myrcia och familjen myrtenväxter. Inga underarter finns listade i Catalogue of Life.